# Thief: The Dark Project
Thief: The Dark Project računalna je igra, prva u istoimenoj seriji tvrtke Eidos, razvijena u Bostonu u Looking Glass Studiosu. Novina igre Thief koja ju je izdvajala u tada novom žanru igara iz perspektive prvog lica (poput Dooma i Wolfenstein 3D-a) bio je stil igranja. Iako je borba i obrana bila dio i Thiefova koncepta, igraču se uputama i samim stilom igre naglašavalo da je najbolja strategija šuljanje.
Dragulj svjetlobe (light gem), alat na donjem dijelu ekrana, informira igrača koliko je osvijetljen i vidljiv neprijateljskim stražarima, a odjek koraka glavnoga lika Garretta mijenja se ovisno o materiji kojim hoda: metal i keramika bučni su, tepih i trava tihi, a kaldrma između njih.
Svijet Thiefa izuzetno bogat je uveliko zahvaljujući tomu što igra od igrača ne traži da munjevito trči prostorom, nego se kreće polako često čekajući i osluškujući te naokolo gledajući kako bi našao robu vrijednu krađe.  
U osnovi je radnje Garretov opstanak u mračnu fantastičnome svijetu. U djetinjstvu je Garrett bio siroče; jednog dana na ulici se mašio vrećice čovjeka kojeg je samo on mogao vidjeti, a on je dječku otkrio da je član tajna društva Čuvara (Keepers). Predložio mu je da mu se pridruži jer su im potrebni takvi kakav je on. Garrett pristaje i prolazi dugo obrazovanje koje ga vodi u mladost i početak igre. Kako igraču otkriva priča, Garrett odlazi pronašavši bolju primjenu za njihove lekcije. I tako počinje Garretov složen put kroz igru.